# Nabia (gudinna)
Nabia var en vattnets och flodernas gudinna i lusitansk och keltisk mytologi.
Hon dyrkades främst i Portugal och Spanien. 